# Alexander Pinwinkler
Alexander Pinwinkler, avstrijski zgodovinar, * 6. maj 1975, Salzburg, Avstrija.

## Življenje
Alexander Pinwinkler je leta 1994 diplomiral na Kollegium Borromaeum Salzburg v Salzburgu. Med letoma 1994 in 1998 je diplomiral iz zgodovine in germanistike na Univerzi v Salzburgu, nato pa doktoriral iz novejše zgodovine. Z disertacijo, ki jo je leta 2001 zaključil z biografijo Wilhelma Winklerja, se je začel ukvarjati s tematskim področjem zgodovine demografije v 20. stoletju.
Med letoma 2001 in 2005 je bil raziskovalni asistent na Inštitutu za zgodovino Univerze v Salzburgu. Med letoma 2005 in 2008 je to dejavnost nadaljeval na Inštitutu za ekonomsko in socialno zgodovino na Univerzi na Dunaju. Kot raziskovalni asistent je pod vodstvom Josefa Ehmerja sodeloval pri projektu DFG o znanstvenem konstruktu »prebivalstva« v nemško govoreči historiografiji 20. stoletja. Leta 2007 je to raziskovanje začasno prekinil z enoletnim bivanjem na Université Louis Pasteur v Strasbourgu. Kot podoktorski raziskovalec je sodeloval pri projektu o zgodovini nemške Reichsuniversität Strasbourg pod vodstvom Norberta Schappacherja (1941–1944).
Leta 2009/10 je bil Pinwinkler imenovan za gostujočega raziskovalca na Centre Marc Bloch (CMB) v Berlinu, kjer je s pomočjo habilitacijske štipendije Fundacije Fazit Frankfurt na Majni (2010) je pripravil študijo o zgodovinskih raziskavah prebivalstva v Nemčiji in Avstriji v 20. stoletju, s katero se je oktobra 2012 habilitiral na Inštitutu za gospodarsko in socialno zgodovino Univerze na Dunaju in bil imenovan za zasebnega docenta za sodobno zgodovino. V letih 2015/16 je bil Pinwinkler gostujoči profesor na Oddelku za zgodovino Univerze v Salzburgu, v letih 2016–2019 pa je kot višji znanstvenik raziskoval na isti ustanovi.
Med leti 2021 in 2024 Pinwinkler skupaj z zgodovinarko Mario Wirth na Inštitutu za sodobno zgodovino Univerze na Dunaju pripravlja projekt o zgodovini avstrijskega patentnega urada. Poleg tega je Pinwinkler član svetovalnega odbora za imena ulic mesta Salzburg. Kot samostojni sodelavec Mednarodne fundacije Mozarteum raziskuje zgodovino te salzburške kulturne ustanove v 20. stoletju.
Pinwinkler redno poučuje kot predavatelj ali zasebni predavatelj na univerzah v Salzburgu (od leta 2004) in na Dunaju (od leta 2010). Poučeval je tudi na univerzah Leipzig (zimski semester 2008/09), Innsbruck (zimski semester 2012/13) in Linz (poletni semester 2014).
Alexander Pinwinkler je poročen od leta 2021 in živi v Spodnji Avstriji.

## Nagrade in imenovanja
- Jubilejna nagrada založbe Böhlau Verlag Dunaj za leto 2014, ki jo podeljuje Avstrijska akademija znanosti[9]
- 2010 Nagrada Theodorja Körnerja za promocijo znanosti in umetnosti[10]

## Biografija
Monografije
- Generacija ustanoviteljev Univerze v Salzburgu: biografije, mreže, politike imenovanja, 1960-1975. Böhlau, Dunaj et al. 2020, ISBN 978-3-205-20937-9.
- Zgodovinsko raziskovanje prebivalstva. Nemčija in Avstrija v 20. stoletju. Wallstein, Göttingen 2014, ISBN 978-3-8353-1408-5.
- z Gudrun Exner, Josef Kytir: Bevölkerungswissenschaft in Österreich in der Zwischenkriegszeit (1918-1938): Osebe, institucije, diskurzi" (= "Schriften des Instituts für Demographie der Österreichischen Akademie der Wissenschaften. Vol. 18). Böhlau, Dunaj et al. 2004, ISBN 3-205-77180-X.
- Wilhelm Winkler (1884-1984) - biografija. Zur Geschichte der Statistik und Demographie in Österreich und Deutschland (= Schriften zur Wirtschafts- und Sozialgeschichte. Vol. 75). Duncker & Humblot, Berlin 2003, ISBN 3-428-10864-7.

Uredništva
- z Oliverjem Rathkolbom: Mednarodna fundacija Mozarteum in nacionalni socializem. Politični vplivi na organizacijo, Mozartovo raziskovanje, muzej in knjižnico. Pustet, Salzburg 2022, ISBN 978-3-7025-1022-0.
- z Johannesom Kollom: Preveč časti? Interdisciplinarni pogledi na akademska odlikovanja v Nemčiji in Avstriji. Böhlau, Dunaj et al. 2019, ISBN 978-3-205-20680-4.
- z Michael Fahlbusch, Ingo Haar: Handbuch der völkischen Wissenschaften. Akterji, mreže, raziskovalni programi. S sodelovanjem Davida Hamanna. 2. popolnoma prenovljena in razširjena izdaja. 2 zvezka. De Gruyter Oldenbourg, Berlin 2017, ISBN 978-3-11-042989-3.
- s Thomasom Weidenholzerjem: Schweigen und erinnern. Problem nacionalsocializma po letu 1945" (= "Mesto Salzburg pod nacionalsocializmom", zvezek 7). Stadtarchiv und Statistik der Stadt Salzburg, Salzburg 2016, ISBN 978-3-900213-31-2.
- z Annemarie Steidl, Thomasom Buchnerjem, Wernerjem Lauseckerjem, Sigrid Wadauer, Hermannom Zeitlhoferjem: Prehodi in presečišča. Zgodovina dela, migracij, prebivalstva in zgodovina znanosti v razpravi. Böhlau, Dunaj et al. 2008, ISBN 978-3-205-77805-9.
- z Josefom Ehmerjem, Wernerjem Lauseckerjem: Konstrukcije prebivalstva v zgodovini, družboslovju in politiki 20. stoletja. Transdisciplinarne in mednarodne perspektive" (= Historical Social Research/Historische Sozialforschung. Posebna številka 31, št. 4). Köln 2006.

## Spletne povezave
- Alexander Pinwinkler na spletni strani Univerze na Dunaju
- Alexander Pinwinkler na strani projekta thomasmichels.at Arhivirano 2021-08-03 na Wayback Machine.
- Jubilejna nagrada založbe Böhlau Verlag 2014 Arhivirano 2021-07-24 na Wayback Machine.
- Alexander Pinwinkler na Academia.edu